# 戴維斯冰山麓
戴維斯冰山麓（英語：Davis Ice Piedmont），是南極洲的冰山麓，位於維多利亞地的彭內爾海岸，處於米森嶺北部，長20公里、寬7公里，現時由南極條約體系管理。

## 外部連結
. . United States Geological Survey.   [2012-01-03].
70°38′S 166°16′E / 70.633°S 166.267°E